# Đội tuyển bóng đá quốc gia Kazakhstan
Đội tuyển bóng đá quốc gia Kazakhstan là đội tuyển cấp quốc gia của Kazakhstan do Liên đoàn bóng đá Kazakhstan quản lý.

## Thành tích tại các giải đấu

### Giải vô địch thế giới
- 1930 đến 1994 - Không tham dự, là một phần của Liên Xô
- 1998 đến 2022 - Không vượt qua vòng loại

### Giải vô địch châu Âu
- 1960 đến 1992 - Không tham dự, là một phần của Liên Xô
- 1996 đến 2004 - Không tham dự, chưa là thành viên của UEFA cho tới năm 2002
- 2008 đến 2024 - Không vượt qua vòng loại

### UEFA Nations League
| Thành tích tại UEFA Nations League | Thành tích tại UEFA Nations League | Thành tích tại UEFA Nations League | Thành tích tại UEFA Nations League | Thành tích tại UEFA Nations League | Thành tích tại UEFA Nations League | Thành tích tại UEFA Nations League | Thành tích tại UEFA Nations League | Thành tích tại UEFA Nations League | Thành tích tại UEFA Nations League | Thành tích tại UEFA Nations League |
| Mùa giải                           | Giải đấu                           | Kết quả                            | Pos                                | Pld                                | W                                  | D                                  | L                                  | GF                                 | GA                                 |                                    |
| ---------------------------------- | ---------------------------------- | ---------------------------------- | ---------------------------------- | ---------------------------------- | ---------------------------------- | ---------------------------------- | ---------------------------------- | ---------------------------------- | ---------------------------------- | ---------------------------------- |
| 2018–19                            | D                                  | Vòng bảng                          | 2nd                                | 6                                  | 1                                  | 3                                  | 2                                  | 8                                  | 7                                  |                                    |
| 2020–21                            | C                                  | Vòng bảng                          | 4th                                | 8                                  | 2                                  | 1                                  | 5                                  | 7                                  | 11                                 |                                    |
| 2022–23                            | D                                  | Vòng bảng                          | 1st                                | 6                                  | 4                                  | 1                                  | 1                                  | 8                                  | 6                                  |                                    |
| Tổng cộng                          | Tổng cộng                          | Vòng bảng                          | 3/3                                | 20                                 | 7                                  | 5                                  | 8                                  | 23                                 | 24                                 |                                    |

### Cúp bóng đá châu Á
- 1956 đến 1992 - Không tham dự, là một phần của Liên Xô
- 1996 đến 2000 - Không vượt qua vòng loại
- 2004 đến nay - Không tham dự, vì đã ra khỏi AFC

### Á vận hội
- (Nội dung thi đấu dành cho cấp đội tuyển quốc gia cho đến kỳ Đại hội năm 1998)

| Năm           | Thành tích                             | Trận                                   | Thắng                                  | Hòa                                    | Thua                                   | Bàn thắng                              | Bàn thua                               |
| ------------- | -------------------------------------- | -------------------------------------- | -------------------------------------- | -------------------------------------- | -------------------------------------- | -------------------------------------- | -------------------------------------- |
| 1951 đến 1990 | Không tham dự, là một phần của Liên Xô | Không tham dự, là một phần của Liên Xô | Không tham dự, là một phần của Liên Xô | Không tham dự, là một phần của Liên Xô | Không tham dự, là một phần của Liên Xô | Không tham dự, là một phần của Liên Xô | Không tham dự, là một phần của Liên Xô |
| 1994          | Không tham dự                          | Không tham dự                          | Không tham dự                          | Không tham dự                          | Không tham dự                          | Không tham dự                          | Không tham dự                          |
| 1998          | Hạng 10                                | 5                                      | 2                                      | 1                                      | 2                                      | 8                                      | 6                                      |
| Tổng cộng     | 1/13                                   | 5                                      | 2                                      | 1                                      | 2                                      | 8                                      | 6                                      |

## Đội hình
Dưới đây là đội hình của đội tuyển Kazakhstan cho các trận đấu gặp  San Marino và  Bắc Ireland trong khuôn khổ vòng loại Euro 2024 vào ngày 16 và 19 tháng 6 năm 2023.
Số liệu thống kê tính đến ngày 26 tháng 3 năm 2023, sau trận gặp  Đan Mạch.

| Số | VT | Cầu thủ               | Ngày sinh (tuổi)  | Trận | Bàn | Câu lạc bộ             |
| -- | -- | --------------------- | ----------------- | ---- | --- | ---------------------- |
| 12 | TM | Igor Shatsky          | 11 tháng 5, 1989  | 17   | 0   | Shakhter Karagandy     |
| 15 | TM | Bekkhan Shayzada      | 28 tháng 2, 1998  | 0    | 0   | Ordabasy               |
|    | TM | Danil Ustimenko       | 8 tháng 8, 2000   | 0    | 0   | Kairat                 |
|    |    |                       |                   |      |     |                        |
| 2  | HV | Serhiy Malyi          | 5 tháng 6, 1990   | 64   | 1   | Ordabasy               |
| 3  | HV | Nuraly Alip           | 22 tháng 12, 1999 | 23   | 0   | Zenit Saint Petersburg |
| 5  | HV | Lev Skvortsov         | 2 tháng 2, 2000   | 1    | 0   | Khimki                 |
| 11 | HV | Yan Vorogovsky        | 7 tháng 8, 1996   | 31   | 2   | RWD Molenbeek          |
| 21 | HV | Abzal Beysebekov      | 30 tháng 11, 1992 | 40   | 0   | Astana                 |
| 16 | HV | Mikhail Gabyshev      | 2 tháng 1, 1990   | 8    | 1   | Astana                 |
| 18 | HV | Timur Dosmagambetov   | 1 tháng 5, 1989   | 16   | 0   | Astana                 |
| 22 | HV | Aleksandr Marochkin   | 14 tháng 7, 1990  | 32   | 0   | Tobol                  |
| 23 | HV | Temirlan Yerlanov     | 9 tháng 7, 1993   | 17   | 1   | Ordabasy               |
|    | HV | Marat Bystrov         | 19 tháng 6, 1992  | 17   | 0   | Akhmat Grozny          |
|    | HV | Alibek Kasym          | 27 tháng 5, 1998  | 2    | 0   | Aktobe                 |
|    |    |                       |                   |      |     |                        |
| 6  | TV | Maksim Samorodov      | 29 tháng 6, 2002  | 5    | 1   | Aktobe                 |
| 8  | TV | Askhat Tagybergen     | 9 tháng 8, 1990   | 44   | 1   | Ordabasy               |
| 14 | TV | Arman Kenesov         | 4 tháng 9, 2000   | 0    | 0   | Aktobe                 |
| 19 | TV | Bakhtiyar Zaynutdinov | 2 tháng 4, 1998   | 28   | 11  | CSKA Moscow            |
| 20 | TV | Ramazan Orazov        | 30 tháng 1, 1998  | 14   | 0   | Tobol                  |
|    | TV | Islambek Kuat         | 12 tháng 1, 1993  | 54   | 6   | Astana                 |
|    | TV | Yerkin Tapalov        | 17 tháng 9, 1993  | 6    | 0   | Kyzylzhar              |
|    | TV | Aleksandr Zuyev       | 26 tháng 6, 1996  | 0    | 0   | Krylia Sovetov         |
|    |    |                       |                   |      |     |                        |
| 17 | TĐ | Abat Aymbetov         | 7 tháng 8, 1995   | 28   | 7   | Astana                 |
|    | TĐ | Elkhan Astanov        | 21 tháng 5, 2000  | 9    | 1   | Astana                 |
|    | TĐ | Artur Shushenachev    | 7 tháng 4, 1998   | 6    | 0   | Kairat                 |
|    | TĐ | Vladislav Prokopenko  | 1 tháng 7, 2000   | 0    | 0   | Astana                 |
|    | TĐ | Vyacheslav Shvyrev    | 7 tháng 1, 2001   | 0    | 0   | Kairat                 |

### Triệu tập gần đây
| Vt | Cầu thủ              | Ngày sinh (tuổi)  | Số trận | Bt | Câu lạc bộ         | Lần cuối triệu tập                  |
| -- | -------------------- | ----------------- | ------- | -- | ------------------ | ----------------------------------- |
| TM | Stas Pokatilov       | 8 tháng 12, 1992  | 26      | 0  | Aktobe             | v. Đan Mạch, 26 March 2023          |
| TM | Mukhammedzhan Seysen | 14 tháng 2, 1999  | 1       | 0  | Ordabasy           | v. San Marino, 16 June 2023PRE      |
| TM | Aleksandr Zarutsky   | 26 tháng 8, 1993  | 0       | 0  | Astana             | v. UAE, 19 November 2022            |
|    |                      |                   |         |    |                    |                                     |
| HV | Yuri Logvinenko      | 22 tháng 7, 1988  | 58      | 5  | Đã giải nghệ       | v. Azerbaijan, 25 September 2022RET |
| HV | Gafurzhan Suyumbayev | 19 tháng 8, 1990  | 42      | 4  | Ordabasy           | v. Slovenia, 23 March 2023PRE       |
| HV | Dmitry Shomko        | 19 tháng 3, 1990  | 48      | 2  | Aktobe             | v. UAE, 19 November 2022            |
| HV | Yeldos Akhmetov      | 1 tháng 6, 1990   | 17      | 0  | Aksu               | v. Azerbaijan, 25 September 2022    |
| HV | Bagdat Kairov        | 27 tháng 4, 1993  | 11      | 0  | Tobol              | v. San Marino, 16 June 2023PRE      |
| HV | Sultanbek Astanov    | 23 tháng 3, 1999  | 1       | 0  | Ordabasy           | v. UAE, 19 November 2022            |
| HV | Talgat Kusyapov      | 14 tháng 2, 1999  | 0       | 0  | Caspiy             | v. San Marino, 16 June 2023PRE      |
|    |                      |                   |         |    |                    |                                     |
| TV | Bauyrzhan Islamkhan  | 23 tháng 2, 1993  | 50      | 3  | Ordabasy           | v. Đan Mạch, 26 March 2023INJ       |
| TV | Aslan Darabayev      | 21 tháng 1, 1989  | 18      | 1  | Astana             | v. San Marino, 16 June 2023INJ      |
| TV | Samat Zharynbetov    | 4 tháng 1, 1994   | 7       | 0  | Tobol              | v. Azerbaijan, 25 September 2022    |
| TV | Vladislav Vasilyev   | 10 tháng 4, 1997  | 12      | 0  | Ordabasy           | v. Slovakia, 30 June 2022           |
| TV | Bauyrzhan Baytana    | 6 tháng 5, 1992   | 5       | 0  | Aktobe             | v. Slovakia, 30 June 2022           |
| TV | Miras Turlybek       | 17 tháng 7, 2001  | 0       | 0  | Aksu               | v. San Marino, 16 June 2023PRE      |
|    |                      |                   |         |    |                    |                                     |
| TĐ | Roman Murtazayev     | 10 tháng 9, 1993  | 25      | 3  | Shakhter Karagandy | v. Azerbaijan, 25 September 2022    |
| TĐ | Aybar Zhaksylykov    | 24 tháng 7, 1997  | 9       | 0  | Ordabasy           | v. San Marino, 16 June 2023PRE      |
| TĐ | Abylaykhan Zhumabek  | 19 tháng 10, 2001 | 2       | 0  | Aktobe             | v. San Marino, 16 June 2023PRE      |
| TĐ | Adilet Sadybekov     | 26 tháng 5, 2002  | 1       | 0  | Kairat             | v. Azerbaijan, 25 September 2022    |
| TĐ | Islam Chesnokov      | 21 tháng 11, 1999 | 0       | 0  | Tobol              | v. San Marino, 16 June 2023PRE      |

- PRE Đội hình sơ bộ.
- RET Đã giải nghệ.
- INJ Đang chấn thương.